# Jimmy Darden
James Wesley "Jimmy" Darden (Cheyenne, Wyoming, 19 de junio de 1922-Jefferson, Colorado, 29 de abril de 1994) fue un jugador y entrenador de baloncesto estadounidense que disputó una temporadas en la NBA, en la que ejerció como jugador-entrenador, además de jugar en la NBL y la NPBL. Con 1,85 metros de estatura, jugaba en la posición de base.

## Trayectoria deportiva

### Universidad
Comenzó jugando en los Cowboys de la Universidad de Wyoming, con los que se proclamó campeón de la NCAA en 1943. Tras cumplir con el servicio militar en la Segunda Guerra Mundial, a su regreso terminó sus estudios en la Universidad de Denver.

### Profesional
Fue elegido por los Chicago Stags en la lista de negociación del Draft de la NBA de 1947, pero acabó jugando en la NBL, primero con los Safeway Stores y al año siguiente con los Denver Nuggets, que en 1949 se unirían a la NBA, realizando esa temporada las funciones de jugador-entrenador, promediando 8,1 puntos y 2,6 asistencias por partido, y logrando como entrenador un balance de 11 victorias y 51 derrotas.
Antes de retirarse, al año siguiente jugó 3 partidos con los Denver Refiners de la NPBL, en los que promedió 12,0 puntos.

## Estadísticas de su carrera en la NBA

### Temporada regular
| Temporada | Edad | Equipo         | Liga | P  | TIT | MIN | TC  | TCA | %TC  | 3P | 3PA | %3P | TL  | TLA | %TL  | R.OF. | R.DEF. | REB | ASIS | ROB | TAP | PER | FP  | PTS |
| 1949-50   | 27   | Denver Nuggets | NBA  | 26 |     |     | 3.0 | 9.3 | .321 |    |     |     | 2.1 | 3.1 | .688 |       |        |     | 2.6  |     |     |     | 2.6 | 8.1 |
| Total     |      |                | NBA  | 26 |     |     | 3.0 | 9.3 | .321 |    |     |     | 2.1 | 3.1 | .688 |       |        |     | 2.6  |     |     |     | 2.6 | 8.1 |